# Ustrój polityczny Laosu

## Ustrój polityczny

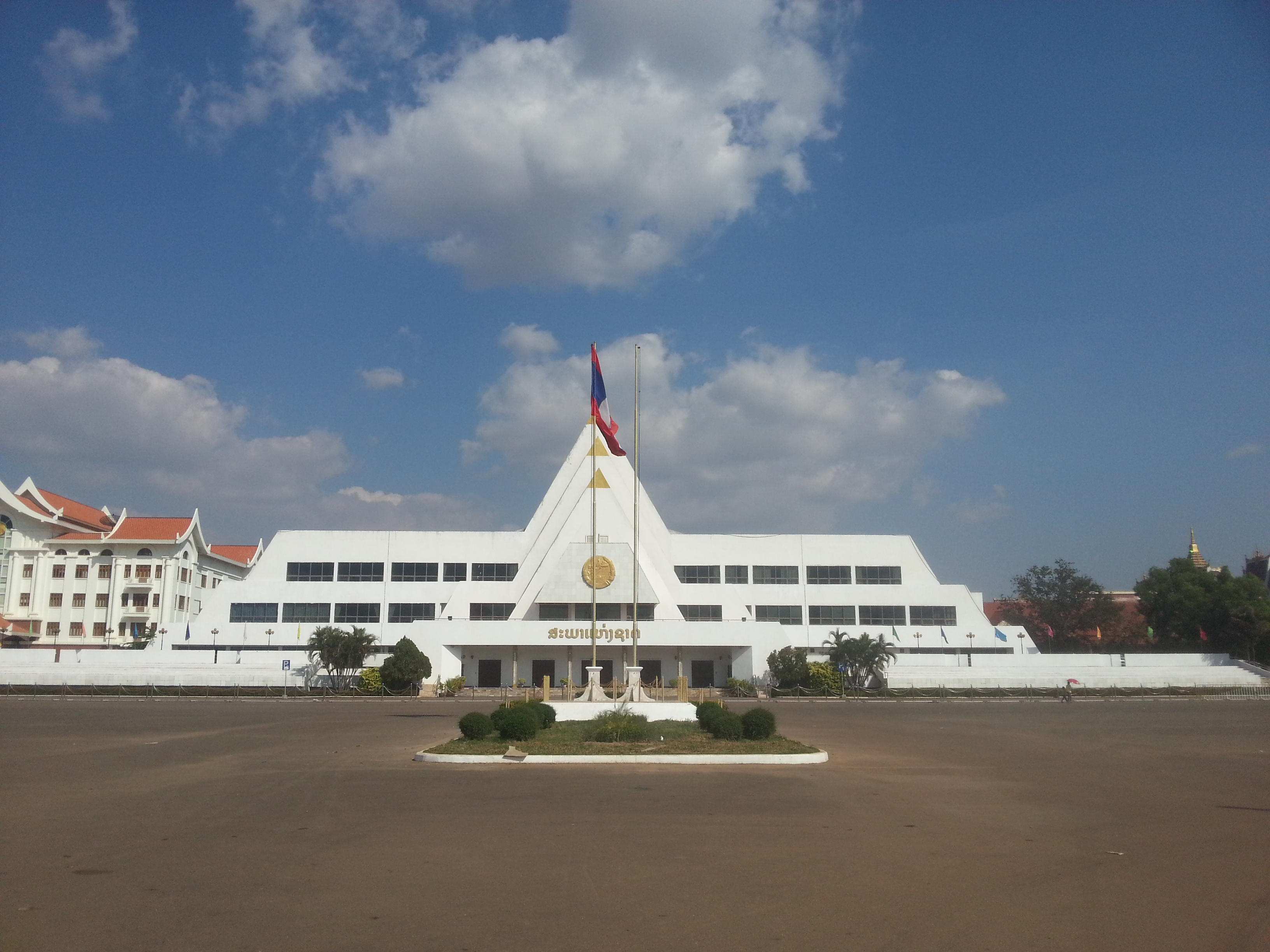
Siedziba Zgromadzenia Narodowego Laosu w Wientianie

Laos jest republiką ludową. Obowiązuje konstytucja z 14 sierpnia 1991. Głową państwa jest prezydent wybierany przez Zgromadzenie Narodowe na 5-letnią kadencję. Do jego zadań należy odwoływanie i powoływanie członków rządu za zgodą zgromadzenia. Jest jednocześnie naczelnym dowódcą sił zbrojnych. Władza ustawodawcza należy do Zgromadzenia Narodowego, składającego się z 85 deputowanych wybieranych przez naród na 5-letnią kadencję. Władzę wykonawczą sprawuje rząd.

## Partie polityczne
Istnieje oficjalnie tylko jedna partia: Laotańska Partia Ludowo-Rewolucyjna, założona w 1955 roku. Działalność innych partii i opozycji jest zakazana. Centralą związkową jest Federacja Laotańskich Związków Zawodowych.

## Przynależność do organizacji międzynarodowych
MBOiR, MFW, NAM, ONZ, UNESCO, WHO